# Tom Dooley
Tom Dooley is een volksliedje uit Wilkes County in North Carolina, dat door de uitvoering van The Kingston Trio in 1958 ineens internationale bekendheid verwierf. Het lied werd in vele landen een nummer 1-hit en ging meer dan zes miljoen keer over de toonbank.

## Achtergrond
Tom Dooley is een verbastering van de naam Tom Dula. Dula was een gewezen soldaat uit het leger van de Confederatie, die in 1866 zijn verloofde Laura Foster vermoordde en daarna begroef. Toen de buren begonnen te zoeken naar Laura en hem van moord beschuldigden, vluchtte hij van Wilkes County naar Tennessee, waar hij korte tijd werkte op de boerderij van James Grayson. Grayson bood hulp bij de arrestatie van Dula. In de verhalen die later over Tom Dula de ronde deden groeide hij uit tot medeminnaar. Zijn naam wordt in het liedje genoemd. Kort na de arrestatie werd het lijk van Laura gevonden en kon het proces tegen Dula beginnen. Als zijn verdediger trad Zebulon Vance op, de vroegere (en latere) gouverneur van North Carolina. Zowel de rechter als het hooggerechtshof van North Carolina veroordeelde Dula ter dood. Op 1 mei 1868 werd hij opgehangen. De zaak deed nogal wat stof opwaaien en er bleven altijd twijfels bestaan over de precieze toedracht van de moord en zelfs over de schuldvraag.
Al kort na de vondst van Laura’s lijk schreef Captain Thomas Land, een in Wilkes County vermaard dichter, een ballade over de moord. Het liedje waarop de versie van The Kingston Trio teruggaat, is geschreven in 1867, toen het proces aan de gang was. De maker is onbekend. Het liedje toont compassie met zowel de moordenaar als het slachtoffer:
Hang down your head Tom Dula,
Hang down your head and cry,
You killed poor Laura Foster,
And now you're bound to die.
In Wilkes County circuleerden verschillende teksten, maar wel steeds op dezelfde melodie. De eerste platenopname werd gemaakt in 1929 door Gilliam Banmon Grayson (1887-1930, een neef van James Grayson), viool en zang, en Henry Whitter (1892-1941), gitaar. De volgende die het nummer opnam, was Frank Warner, een verzamelaar van Amerikaanse volksliedjes. Hij had het lied geleerd van de zanger en banjospeler Frank Proffitt (1913-1965), die het op zijn beurt had geleerd van een tante, wier moeder Tom Dula en Laura Foster nog persoonlijk had gekend. In 1938 maakte Warner met een bandrecorder een opname van Proffitt. Voor hij in 1952 het lied zelf opnam, gaf hij de tekst aan de folklorist Alan Lomax, die hem publiceerde in zijn bundel Folk Song USA van 1947, maar wel in een ingekorte versie. Zo is de naam van het slachtoffer weggelaten.

## Versie van The Kingston Trio
Op de ingekorte versie van Alan Lomax baseerde The Kingston Trio zijn eigen versie. De melodie was iets veranderd en klonk minder countryachtig dan de versies van Grayson & Whitter en Warner.
Het lied werd in februari 1958 opgenomen voor de eerste langspeelplaat van het trio, die simpelweg The Kingston Trio heette. De plaat was een groot succes en bereikte de eerste plaats in de Billboard Album 200. Twee nummers van het album werden uitgebracht als single: eerst Scarlet Ribbons en daarna Tom Dooley. Die laatste single werd eveneens een groot succes en bereikte in november 1958 de eerste plaats in de Billboard Hot 100.
Ook in andere landen scoorde het liedje hoog:
| Land                | Hoogste notering |
| ------------------- | ---------------- |
| Nederland           | 1                |
| België              | 1                |
| Verenigd Koninkrijk | 5                |
| Duitsland           | 1                |
| Noorwegen           | 1                |
| Italië              | 1                |
| Canada              | 1                |
| Australië           | 1                |

Tom Dooley leverde het Kingston Trio in 1959 een Grammy Award voor de ‘Best Country & Western Recording’ op. In 2009 werd het lied opgenomen in het National Recording Registry, tegelijk met de versie die Frank Proffitt in 1938 had ingezongen op de bandrecorder van Frank Warner. 
In 1959 zette het trio een liveversie van het liedje op de langspeelplaat Stereo Concert.
In het kielzog van Tom Dooley nam een aantal artiesten een antwoordlied op. Merle Kilgore kwam met Tom Dooley Jr, Russ Hamilton met The Reprieve of Tom Dooley en The Balladeers met Tom Dooley Gets the Last Laugh, waarin Tom Dooley het ophangen overleeft. In 1959 maakte de regisseur Ted Post de film The Legend of Tom Dooley met het lied van The Kingston Trio als titelsong. Michael Landon speelde de rol van Tom Dooley. Ook het verhaal van de film heeft weinig meer met de werkelijkheid te maken, al sterft Tom Dooley op het eind wel.

## NPO Radio 2 Top 2000
| Nummer met noteringen in de NPO Radio 2 Top 2000 | '99  | '00 | '01  | '02  | '03  | '04  | '05  |
| ------------------------------------------------ | ---- | --- | ---- | ---- | ---- | ---- | ---- |
| Tom Dooley                                       | 1675 | -   | 1945 | 1721 | 1719 | 1909 | 1634 |

1. ↑  Een '-' betekent dat het nummer niet was genoteerd en een vetgedrukt getal geeft de hoogste notering aan.
2. ↑  Deze tabel is bijgewerkt tot en met de laatste editie (2024).

## Andere versies
- Naast Grayson & Whitter en Warner is het nummer vóór 1958 ook opgenomen door The Folksay Trio in 1953. De groep nam in 1956 de naam The Tarriers aan en nam Tom Dooley in 1957 nogmaals op.
- Een andere vroege versie is die van Paul Clayton uit 1956.
- De Engelse zanger Lonnie Donegan maakte in 1958 na The Kingston Trio ook een opname van Tom Dooley. Donegan was skifflezanger en in zijn versie ligt het tempo dan ook aanzienlijk hoger dan in die van The Kingston Trio. De plaat bereikte de derde plaats in de UK Singles Chart.
- Line Renaud, Les Compagnons de la chanson en Philippe Clay namen alle drie in 1959 een Franstalige versie op: Fais ta prière, Tom Dooley.
- De Nilsen Brothers namen het nummer in 1959 op in het Duits. Het nummer stond zeven weken op de eerste plaats in de Duitse hitparade en werd toen afgelost door de versie van The Kingston Trio.[5]
- Bobbejaan Schoepen nam in 1959 een Nederlandstalige versie op.[10]
- Het Deense duo Jan & Kjeld bracht in 1959 ook een eigen versie van het lied uit.
- Frank Proffitt, de man die het lied had doorgegeven aan Alan Lomax, nam in 1962 een lp Traditional Songs and Ballads of Appalachia op, met daarop zijn eigen versie van het lied.
- Doc Watson zette het liedje op zijn eerste lp Doc Watson. Hij greep daarvoor terug op de versie van Grayson & Whitter.
- De Ierse folkgroep Sweeney's Men nam het liedje op voor zijn eerste lp Sweeney's Men uit 1968.
- The Incredible Bongo Band nam een parodie van Tom Dooley op: Hang Down Your Head Tom Dooley, Your Tie's Caught In Your Zipper. Het nummer staat op het album Return of the Incredible Bongo Band van 1974.
- Macabre nam het liedje op voor het album Macabre Minstrels: Morbid Campfire Songs uit 2002.
- Neil Young maakte in 2012 samen met Crazy Horse een album Americana met daarop een meer dan acht minuten durende versie van Tom Dooley. Het nummer heet hier Tom Dula.

In episode 702 van de tv-serie Mystery Science Theater 3000 wordt Tom Dooley geparodieerd als Hang down your head, Tom Dewey. Episode 18 van seizoen 5 van de tv-serie Ally McBeal heet Tom Dooley. Hierin wordt het liedje gespeeld door een Mexicaanse band.